# I cavalieri dalle lunghe ombre
I cavalieri dalle lunghe ombre (The Long Riders) è un film del 1980 diretto da Walter Hill, presentato in concorso al 33º Festival di Cannes.

## Trama
1866. È la storia della celebre banda di Jesse James composta dal fratello Frank, i fratelli Younger e i Miller che, finita la guerra tra il Nord e il Sud degli Stati Uniti, continuò nel Missouri a rapinare banche, treni e diligenze degli unionisti.

## Produzione

### Cast
Il regista, per dare maggiormente il senso dell'unità familiare all'interno del gruppo, affidò i ruoli dei fratelli a vere coppie o addirittura terne di fratelli, per cui:
- I Keach: Jesse James (James) e Frank James (Stacy)
- I Carradine: Cole Younger (David), Jim Younger (Keith) e Bob Younger (Robert)
- I Quaid: Ed Miller (Dennis) e Clell Miller (Randy)
- I Guest: Charley Ford (Christopher) e Robert Ford (Nicholas)

Nel film appare anche la celebre fuorilegge Belle Starr, impersonata dall'attrice Pamela Reed.

## Colonna sonora
Tutti i brani sono stati curati da Ry Cooder.

### Tracce
1. The Long Riders
2. Good Old Rebel
3. Seneca Square Dance
4. Archie's Funeral
5. I Always Knew That You Were The One
6. Rally 'round The Flag
7. Wildwood Boys
8. Better Things To Think About
9. Jesse James
10. Cole Younger Polka
11. Escape From Northfield
12. Leaving Missouri
13. Jesse James